# Francés Boya Alòs
Francés Xavier Boya Alòs (Les, Vall d'Aran, 23 de gener de 1960) és un polític, escriptor i músic aranès, síndic d'Aran entre el 2007 i el 2011, i del 2019 al 2020. És més conegut popularment com a Paco Boya.

## Biografia
Ha cursat estudis de formació professional. És tècnic de grau mitjà en electricitat, ha estat cap de departament a l'Administració de la Generalitat de Catalunya durant vuit anys.
És autor del llibre Aran, de la guia literària Era Val d'Aran (1995), del recull de narracions curtes L'alè del bosc (1997) i de la novel·la Presoèrs dera mar gelada (1999), per la qual va rebre el premi Les Talúries l'any 1998.
Va ser director del programa Era lucana, de Televisió Espanyola a Catalunya (1989-1990) i ha col·laborat al diari Segre i a la revista Descobrir Catalunya.
És membre de l'associació cultural Es Corbilhuèrs de Les, de l'associació Lengua Viua, de la Fondacion Musèu Etnologic dera Val d'Aran i de l'Associacion Recreatiua de Les, i soci del Club Aranés d'Espòrts d'Iuèrn.
Ha estat distingit amb la medalla de la ciutat de Luixó (1998) i amb la medalla Stéphen Liégeard (1999, per l'obra Presoèrs dera mar gelada).
Membre fundador d'Unitat d'Aran (1978), de la qual és secretari general. Afiliat al Partit dels Socialistes de Catalunya (PSC-PSOE) des del 1995. Ha estat regidor de Cultura de l'Ajuntament de Les (1989-2003), del qual ha estat després tinent d'alcalde (1991-2007). Fou Diputat al Parlament de Catalunya (1999-2010).
Després de les eleccions del maig de 2007, aconsegueix el càrrec de Síndic d'Aran amb el suport del seu partit UA-PSC i del Partit Renovador d'Arties e Garòs (PRAG). No aconsegueix la renovació el 2011.
El 21 de novembre de 2011 és elegit al Senat. El 2015 és elegit a la Diputació de Lleida, on constitueix el grup Unitat d'Aran-Coalició de Progrés.
El 2019 fou reelegit síndic d'Aran per UA, càrrec que ocupà fins a l'octubre del 2020 per passar a ser secretari general per al Repte Demogràfic al govern espanyol.